# Bomolocha ramstadti
Bomolocha ramstadti is een vlinder uit de familie van de spinneruilen (Erebidae). De wetenschappelijke naam van de soort is voor het eerst geldig gepubliceerd in 1967 door Wyatt.